# Cristiano Araújo
Pour les articles homonymes, voir Araújo (homonymie).
Cristiano Araújo (né le 24 janvier 1986 dans le Goiás et décédé le 24 juin 2015 dans le même État), est un chanteur et compositeur brésilien. Il se fait connaître pour des chansons telles que Efeitos (2011), Você Mudou (2012), Maus Bocados (2013), Cê Que Sabe (2014), É Com Ela Que Eu Isso (2014). et Hoje Eu Tô Terrível (2015), entre autres. Sa cachet était l'un des plus élevés du Brésil, aux côtés d'artistes tels qu'Anitta, Fernando e Sorocaba, Luan Santana et Cláudia Leitte.
Au cours de sa carrière, il n'enregistre qu'un seul album studio et trois autres en live. Sa dernière sortie de son vivant est l'album live In the Cities, enregistré dans la ville de Várzea Grande, dans la région métropolitaine de Cuiabá, en août 2014 et sort en novembre de la même année.
Cristiano décède à l'âge de 29 ans le 24 juin 2015, dans un accident de voiture dans lequel son Range Rover quitte la piste où ils circulaient entre Morrinhos et l' échangeur de Pontalina et se renverse. La petite amie du chanteur, Allana Moraes, se trouvait également dans la voiture et est décédée sur le coup. Cristiano Araújo est sauvé vivant et sera transporté par hélicoptère à l'hôpital d'urgence de Goiânia, mais il souffre d'une hémorragie interne à l'abdomen et décède en cours de route.

## Biographie

### Performance etLive in Goiânia(2010–2013)
En 2010, à l'âge de 24 ans, il décide de poursuivre une carrière solo avec un projet plus audacieux et diversifié, se préparant à enregistrer un CD-DVD avec des apparitions d'artistes majeurs de renommée nationale. En 2011, le projet se concrétise, intitulé Effects Tour 2011, avec la participation de grands chanteurs, comme Jorge (du duo Jorge e Mateus), Gusttavo Lima et Humberto e Ronaldo, entre autres. À partir de ce moment-là, les choses commencent à bouger, avec l'explosion de morceau Efeitos, écrite par lui, enregistrée avec son ami et compagnon de longue date Jorge, et dans la première semaine de sa sortie sur Internet, les vues sont innombrables, totalisant en peu de temps plus de 5 millions de visites (sur les différentes vidéos postées). En conséquence, la demande d'entrepreneurs au Brésil augmente, offrant en moyenne plus de 20 concerts par mois sur tout le territoire national.
Google publie une série de listes, appelées Zeitgeist, avec les termes les plus recherchés sur son site Internet au cours de l'année 2011. Dans la catégorie des paroles de chansons les plus recherchées au Brésil, aux côtés d'artistes de renom tels que Paula Fernandes et Luan Santana, le « presque inconnu » Cristiano Araújo était à la troisième place, avec la chanson Efeitos.
En 2012, il sort son deuxième album live, intitulé Ao Vivo em Goiânia, avec des apparitions de Bruno e Marrone, Fernando e Sorocaba, Israel e Rodolffo, Zé Ricardo e Thiago, Hugo Henrique, son père João Reis, entre autres. Le spectacle, enregistré le 8 février au Atlanta Music Hall, présentait une super production et l'un des points forts du spectacle était le panneau LED de pointe, avec des effets incroyables. Le chanteur connait du succès avec le réenregistrement du tube Bará Berê (qui était le thème du feuilleton Salve Jorge, sur Rede Globo) et avec la chanson Você Mudou, une reprise country de Making Love Out of Nothing at All d'Air Supply. Sur ce DVD, la chanson Mente Pra Mim est également diffusée à la radio, qui devient un succès dans tout le pays, principalement au cours du premier semestre 2013.
En 2013, le chanteur participe au feuilleton Salve Jorge, en chantant la chanson Bará Berê lors de la dernière Festa da Estudantina. Parmi les acteurs qui participent à l'enregistrement figurent Roberta Rodrigues (Vanúbia), Solange Badim (Delzuite), Nando Cunha (Pescoço) et Dira Paes (Lucimar). La même année, Cristiano sort son premier album studio, Continua, avec 20 nouvelles chansons, parmi lesquelles : Maus Bocados, Caso Indefini, Ei, Olha o Som (Empinadinha) et d'autres, et commence faire la tournée Continua Pelo Brasil. La chanson Maus Bocados, sortie en septembre 2013, dont le clip est enregistré dans la ville historique de Goiás, est parmi les plus diffusées à la radio en 2014, se classant 11e dans le classement annuel selon Billboard Brasil. Caso Indefinite (sorti en juin 2013) est le premier single de l'album et figurait parmi les 50 plus joués en 2013. L'album est un énorme succès et est certifié double disque de platine par l'ABPD, et vendu à environ 200 000 exemplaires.

### In the CitiesetLive à Cuiabá(2014–2015)
En 2014, il sort son dernier DVD, intitulé In the Cities (le nom, traduit en portugais par Nas Cidades, est donné en raison du projet visuel). Le scénario apportait plusieurs nouvelles images de villes à chaque changement de musique, celle-ci se déroulant dans la ville de Várzea Grande dans la région métropolitaine de Cuiabá (Mato Grosso). Le projet avait la direction générale de Hit Music et la production musicale de Dudu Borges, l'un des plus grands producteurs du Brésil.
L'une des grandes surprises de ce méga-concert est la participation particulière de l'artiste international Ian Thomas, âgé de tout juste 17 ans. Le chanteur belge attire beaucoup d'attention grâce à son talent, son charisme en plus qui enchante des noms célèbres tels que Debby Rowe (l'ex-femme de Michael Jackson) et le producteur Marc Shaffel, qui s'est occupé de la carrière du roi de la pop.
Après l'enregistrement de son dernier DVD, le chanteur s'apprête à renforcer sa carrière internationale avec une nouvelle tournée aux États-Unis le mois suivant. Le Brésilien fait des présentations dans trois villes des États-Unis : Atlanta (en Géorgie) le 3 octobre, Newark (dans le New Jersey) le 4 et Boston (dans le Massachusetts) le 5. Toujours la même année, la même année. Le chanteur entreprend sa première tournée européenne et visite trois villes : Zurich (en Suisse), Bruxelles (en Belgique) et Londres (en Angleterre).

### Décès et sorties posthumes
Aux premières heures du 24 juin 2015, Cristiano Araújo et sa petite amie Allana Moraes, 19 ans, revenaient d'un concert à Itumbiara, lorsque la voiture dans laquelle ils se trouvaient, un Range Rover sur la BR-153, au km 614, entre Morrinhos et l'échangeur de Pontalina, quitte la voie et se renverse. L'accident implique deux autres personnes, le conducteur Ronaldo Miranda et l'homme d'affaires Vitor Leonardo. Allana décède sur les lieux de l'accident, tandis que Cristiano et les deux autres sont transportés à l'hôpital municipal de Morrinhos. En raison de la gravité de son état, le chanteur est transféré à l'hôpital d'urgence de Goiânia (Hugo). Cependant, lors du transfert en hélicoptère, le chanteur subit une hémorragie interne au niveau de l'abdomen et y succombe. Son décès provoque un émoi national.
Ils ne semblaient apparemment ne pas avoir attaché leur ceinture de sécurité sur la banquette arrière de la voiture, ce qui les a fait éjecter de la voiture au moment de la collision. Les personnes assises à l'avant n'ont été que légèrement blessées. La veillée funéraire a lieu à 17 h, au Palácio da Música, situé au Centro Cultural Oscar Niemeyer, à Goiânia, et est ouverte aux parents et amis jusqu'à 19 h, date à laquelle elle est ouverte au public. Les corps du chanteur et de sa petite amie sont enterrés le 25 juin 2015 au cimetière Jardim das Palmeiras, à Goiânia,,,.
Après son décès, deux nouvelles chansons sortent sur Internet (mais pas officiellement publiées par Som Livre). L'un est Balada Prime (un réenregistrement de Calcinha Preta), qui serait le prochain single du chanteur, qu'il a interprété lors de son dernier concert à Itumbiara. C'était le pari principal parmi les chansons que Cristiano Araújo avait préparées, et elle serait officiellement lancée par la maison de disques le 29 juin et le clip serait travaillé en juillet. L'autre chanson est Mais Uma Vez, enregistrée deux mois avant sa mort, à la demande de l'un des directeurs de l'Hospital de Câncer de Barreto, dans l'État de São Paulo, qui a suggéré au chanteur d'enregistrer une chanson en utilisant uniquement le piano pour mettre en valeur sa voix, et Cristiano accepte la suggestion. Le lendemain, il envoie la chanson à son ami par message téléphonique. Le 26 juin 2016, un an et deux jours après son décès, Rede Globo sorti sur Fantástico deux des 15 nouvelles chansons enregistrées par le chanteur avant l'accident. Les chansons sont Vai Doer et As Lágrimas Vão Te Afogar.
Le 24 janvier 2021, jour où Cristiano aurait eu 35 ans, la sortie d'un nouvel ouvrage en partenariat avec le label Som Livre et l'agence Cubo Music est annoncée sur les réseaux sociaux officiels du chanteur. Le projet comprendra de nouvelles chansons, des apparitions d'artistes invités et un documentaire. Le lancement est prévu pour le second semestre 2021.

## Discographie

### Albums studio
- 2013 : Continua

### Albums live et DVD
- 2011 : Efeitos Tour 2011
- 2012 : Ao Vivo em Goiânia
- 2014 : In the Cities - Ao Vivo em Cuiabá

## Tournées
- 2011–2012 : Efeitos Tour
- 2013–2014 : Continua Tour
- 2014 : In The USA Tour
- 2014 : Europe Tour
- 2014–2015 : In The Cities Tour